# Jean Mascart
Pour les articles homonymes, voir Mascart.
Jean Mascart, né le 7 mars 1872 à Paris et mort le 28 mars 1935 dans cette même ville, est un astronome et mathématicien français. 

## Biographie
Jean Mascart était le cinquième des sept enfants du physicien Éleuthère Mascart et de son épouse Françoise Briot (1843-1910). La pianiste française Mathilde Mascart (1866-1952) était sa sœur.
Il a fréquenté le lycée Henri-IV et le lycée Saint-Louis à Paris. De 1891 à 1894, il étudie à l'École normale supérieure de Paris. Après avoir obtenu son doctorat en sciences en 1899, il dirige le laboratoire d'astronomie de la Faculté des sciences et supervise l'installation d'un équatorial photographique. Il a également été employé comme astronome assistant à l'Observatoire de Paris,.
En 1910, Mascart rejoint une expédition scientifique à Tenerife dirigée par Gotthold Pannwitz. Alors que les autres participants étaient pour la plupart des physiologistes qui étudiaient l'influence du climat de haute altitude sur l'organisme humain, Mascart a utilisé l'atmosphère claire des hautes montagnes pour observer la comète de Halley. Il installa son camp sur la Montaña Guajara, haute de 2715 mètres, où l'astronome écossais Charles Piazzi Smyth avait fait ses premières observations du ciel en haute montagne en 1856. Mascart a réussi à prendre une série de 64 photographies de la comète à l'aide d'un télescope astronomique d'un diamètre de 220 millimètres et d'une distance focale de 2,5 mètres. Il a également observé la planète Jupiter. En 1912, Mascart succède au fondateur de l'Observatoire de Lyon Charles André (1848-1911) comme directeur. Parallèlement, il est nommé professeur à la Faculté des sciences de Lyon, prédécesseur de l'actuelle Université Lyon I. Il a occupé la chaire d'astronomie et de calcul intégral. À partir de 1913, il publie le Bulletin de l'Observatoire de Lyon, davantage axé sur l'agriculture et la météorologie que sur l'astronomie. En 1921, il initie la création de l'Association française des observateurs d'étoiles variables, toujours active aujourd'hui.
Mascart a également abordé le changement climatique. Pour son ouvrage Notes sur la variabilité des climats, publié en 1925, il évalue plus de 3000 publications scientifiques En 1933, il démissionne de son poste à l'Observatoire de Lyon. Il décède deux ans plus tard à Paris.
Mascart était Chevalier de la Légion d'honneur.

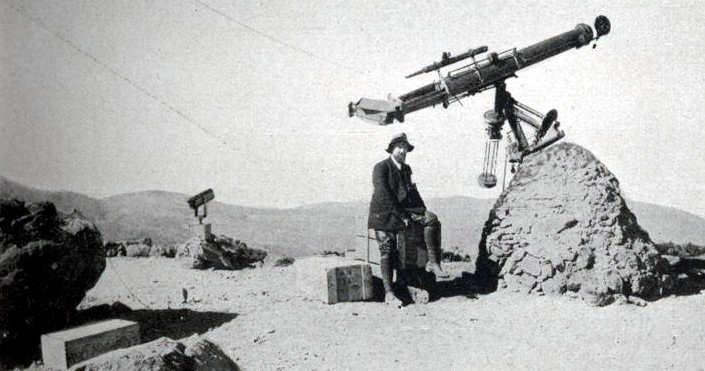
Jean Mascart avec son téléscope en 1910.

## Famille
Jean Mascart épousa Alice Silvestre à Paris le 16 octobre 1899. Le couple eut quatre enfants : Georges, Geneviève, Jeannine et Antoinette.
Le mathématicien Henri Mascart (1928-2021) était son petit-fils.

## Publications
- 1897: Contribution à l’étude des planètes télescopiques, thèse de doctorat, Faculté des sciences de Paris[12].
- 1907: L'Heure à Paris, Lyon, Gauthier-Villars. lire en ligne
- 1907: La Découverte de l'anneau de Saturne par Huygens, avec la reproduction des anciens dessins.
- 1910: La Comète de Halley.
- 1910: La détermination des longitudes et l'histoire des chronomètres : détermination des longitudes, études sur les chronomètres, campagne de la Flore.
- 1916: Exposition internationale de Lyon 1914 : la Science à l'Exposition.
- 1919: Impressions et observations dans un voyage à Tenerife, Paris, Flammarion.
- 1919: La vie et les travaux du chevalier Jean-Charles de Borda (1733-1799). Épisodes de la vie scientifique au XVIIIe siècle, Bibliothèque de la revue d'histoire maritime, Paris, Presses de l'Université de Paris-Sorbonne  (ISBN 2-84050-173-2).
- 1925: Notes sur la variabilité des climats, Lyon, Audin. lire en ligne